# قرار مجلس الأمن التابع للأمم المتحدة رقم 688
قرار مجلس الأمن التابع للأمم المتحدة رقم 688، الذي اعتمد في 5 أبريل 1991، وبعد تلقي رسائل من ممثلي فرنسا وإيران، وتركيا، وإذ يعرب عن قلقه إزاء القمع السياسي للشعب العراقي، بما في ذلك أولئك الموجودين في كردستان العراق، أدان المجلس القمع، وطالب بأن يضع العراق، كمساهمة في إزالة الخطر الذي يتهدد السلم والأمن، حداً للقمع، ويحترم الحقوق الإنسانية لشعبه.
وأصر المجلس على أن يسمح العراق بوصول بالمنظمات الإنسانية الدولية إلى المناطق المتضررة، وطلب من الأمين العام أن يقدم تقريراً عن السكان العراقيين والأكراد المتضررين من قمع السلطات العراقية، باستخدام جميع الموارد الممكنة لتلبية احتياجات السكان. كما طالب العراق أن يتعاون مع الأمين العام والمنظمات الدولية للمساعدة في جهود المعونة الإنسانية.
واعتمد القرار بعشرة أصوات، ثلاثة أصوات ضد (اليمن، زيمبابوي، وكوبا)، وامتناع عضوين عن التصويت (جمهورية الصين الشعبية والهند).
استخدمت فرنسا، والمملكة المتحدة، والولايات المتحدة القرار 688 لإنشاء مناطق حظر الطيران العراقية من أجل حماية العمليات الإنسانية في العراق، على الرغم من أن القرار لم يشر صراحة إلى مناطق حظر الطيران.

## روابط خارجية
- نص القرار على UN.org (PDF)